# بمبديون ألاسكي
بمبديون ألاسكي (الاسم العلمي: Bembidion alaskense) هو نوع من الحشرات يتبع جنس البمبديون من فصيلة الخنافس الأرضية.